# 白毛杜鹃
白毛杜鹃（学名：Rhododendron vellereum）为杜鹃花科杜鹃花属下的一个种。

## 扩展阅读
- 維基物種上的相關：白毛杜鹃